# 1992 v hudbě
Tento článek obsahuje události související s hudbou, které proběhly v roce 1992.

## Události
- Americký rapper Eminem započal svou kariéru

## Zemřeli
- ? – Václav Vacek, český houslista a pedagog (* 7. listopadu 1918)

## Alba
- domácí
  - Karel Gott – Když muž se ženou snídá
  - Iveta Bartošová – Václavák
  - Spirituál kvintet – Rajská zahrada
  - J.A.R. – Frtka
  - Mňága a Žďorp – Furt rovně
  - Wanastowi Vjecy – Lži, sex a prachy
  - Lou Fanánek Hagen – Hagen Bagen
  - Lucie Bílá – Missariel
  - Tichá dohoda – Underpop
  - Buty - Pískej si, pískej

- zahraniční
  - AC/DC – Live
  - Bob Dylan – Good As I've Been To You
  - Syd Barrett – Octopus: The Best of Syd Barrett
  - Black Sabbath – Dehumanizer
  - Death – Fate: The Best of Death
  - Dr. Dre – The Chronic
  - EPMD – Bisiness as Usual
  - Iron Maiden – Fear of the Dark
  - King Crimson – The Great Deceiver
  - Mike Oldfield – Tubular Bells II
  - Pink Floyd – Shine On
  - Keith Richards – Main Offender
  - Roger Waters – Amused to Death
  - R.E.M. – Automatic for the People
  - Madonna – Erotica
  - John Cale – Fragments of a Rainy Season
  - Los Ronaldos – Sabor salado
  - Hector Zazou – Sahara Blue
  - Spin Doctors – Pocket Full of Kryptonite
  - Bruce Springsteen – Human Touch
  - Bruce Springsteen – Lucky Town
  - Stone Temple Pilots – Core
  - Sublime – 40 Oz. to Freedom
  - They Might Be Giants – Apollo 18
  - Suzanne Vega – 99.9 F
  - Tom Waits – Bone Machine
  - Tom Waits – Night on Earth
  - Ween – Pure Guava
  - W.A.S.P. – The Crimson Idol
  - Neil Young – Harvest Moon

## Hity
- domácí
  - „Průša“ – Tři sestry
  - „Láska je láska“ – Lucie Bílá
  - „Půlnoční smíření“ – Iveta Bartošová
  - „Až jednou“ – Shalom
  - „Soudím“ – Miloš Dodo Doležal
  - „Řeka v plamenech“ – Jan Kalousek
  - „Černí andělé“ – Lucie
  - „Když muž se ženou snídá“ – Karel Gott
  - „Kým ťa mám“ – Pavol Habera
  - „Na ptáky jsme krátký“ – Janek Ledecký
  - „Sbírka zvadlejch růží“ – Wanastowi Vjecy
  - „Nebude to ľahké“ – Richard Müller
  - „Už po nás lásko má jdou“ – Petr Kotvald
  - „Marioneta“ – Tichá dohoda
  - „Léto měsíců“ – Shalom
  - „Žízeň“ – Kabát
  - „Lži, sex a prachy“ – Wanastowi Vjecy
  - „Preč, preč“ – Pavol Habera
  - „Stráž ma“ – Pavol Habera
  - „Myslel jsem si že je to láska“ – Mňága a Žďorp
  - „17B“ – Mňága a Žďorp
  - „Vrána“ – Buty
  - „Tma“ – Brontosauři
  - „Útěk“ – Lucie Bílá
  - „Jisrael“ – Shalom
  - „Václavák“ – Iveta Bartošová

- zahraniční
  - „Under the Bridge“ – Red Hot Chili Peppers
  - „Friday I'm In Love“ – The Cure
  - „Games“ – Chucki Booker
  - „Crossover“ – EPMD
  - „Love Crazy“ – Atlantic Starr
  - „It's A Fine Day“ – Opus III
  - „Drive“ – R.E.M.
  - „Would I Lie To You“ – Charles And Eddie
  - „Rhythm Is A Dancer“ – Snap
  - „Damn I Wish I Was Your Lover“ – Sophii B Hawkins
  - „I Wonder Why – Curtis Stigers
  - „The One“ – Elton John
  - „It's My Life“ – Dr. Alban
  - „Just Another Day“ – Jon Secada
  - „Rain“ – Madonna